# Rooiermolen (Opitter)

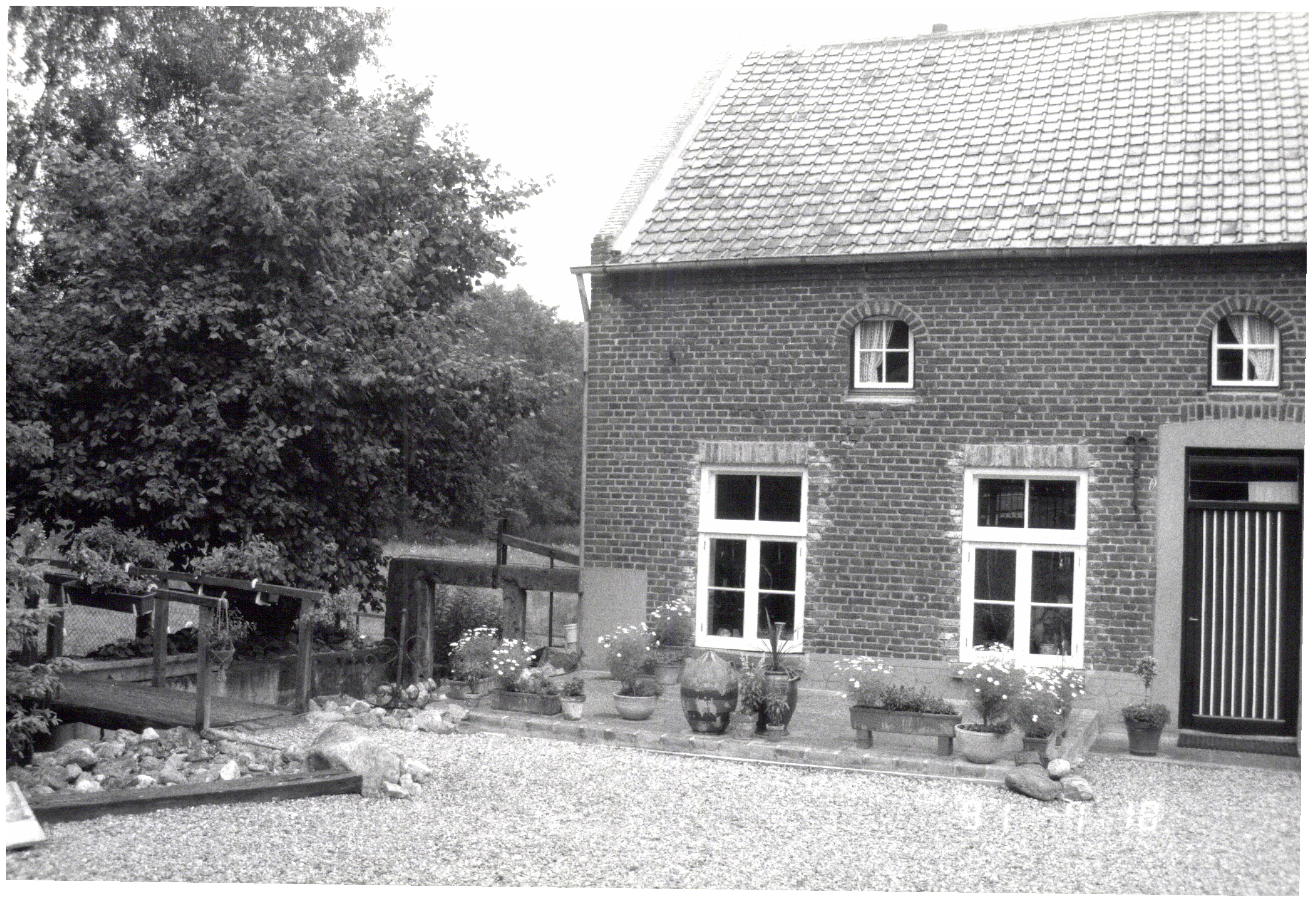
Rooiermolen (1991)

De Rooiermolen (ook: Dusselermolen, Gebrande Molen of Clijstersmolen) is een watermolen op de Itterbeek, gelegen aan Opstraat 98 te Opitter, vrijwel op de grens met Gruitrode in de Belgische provincie Limburg. Soms wordt hij ook in Gruitrode gesitueerd, aan de Roesstraat, maar formeel is dat onjuist. De molen was vanouds een banmolen, die fungeerde als korenmolen.

## Geschiedenis
De molen werd voor het eerst vermeld in 1267, toen Graaf Arnold IV van Loon de tienden van Gruitrode schonk aan de Abdij van de Godsberg te Neeroeteren, vermoedelijk in ruil voor de Dusselermolen.
Op 18 december 1416 werd de molen, tezamen met de heerlijkheid Gruitrode, door Jan van Heinsberg verkocht aan Ivan van Cortenbach, landcommandeur van Alden Biesen.
Op de Ferrariskaart uit 1777 werd de molen aangeduid als Moulin de Groot Roy. De molen werd, tezamen met de overige goederen van de Duitse Orde, in 1802 door de Fransen verbeurd verklaard en verkocht. Ze werd beschreven als: Een watermolen gelegen aan de beek die haar bron heeft bij het kasteel van Gruitrode, met daaraan vast een gebouw, opgetrokken uit steen bedekt met pannen en dienende als woning van de molenaar. Genoemd gebouw bestaat uit een keuken en drie vertrekken op de begane grond alsmede een graanzolder. Tegenover dit gebouw bevindt zich een stal alsmede een schuur met tuin en een weiland omringd door de beek. Alles bij elkaar groot 1.09.20 ha. De molen werd verkocht aan een particulier.
Eind 19e eeuw was er in de molen ook een café gevestigd, waar onder meer het schuttersgilde bijeenkwam.
In 1958 stortte het grote houten waterrad in elkaar. Twee dagen later werd het binnenwerk van de molen verkocht aan het Openluchtmuseum te Bokrijk, waar het werd ingebouwd in de watermolen die uit de Lummense buurtschap Rekhoven afkomstig was.
In 2010 werd een nieuw, metalen, onderslagrad aangebracht.
- Inventaris van het Bouwkundig Erfgoed (Vlaanderen): 72437